# Бородулихински район
Бородулихински район (на казахски: Бородулиха ауданы) е съставна част на Източноказахстанска област, Казахстан, с обща площ 7042 км2 и население 35 397 души (по приблизителна оценка към 1 януари 2020 г.). Мнозинството от населението са руснаци (55,6%), следват казахи (28,4%), германци (11,1 %), и др.
Административен център е село Бородулиха.